# Meleagro de Macedonia
Meleagro de Macedonia (en griego Μελέαγρος). Rey de Macedonia, hijo de Ptolomeo I Sóter y de Eurídice, y hermano menor de Ptolomeo Cerauno, al que sucedió en el trono. Reinó en 279 a. C. durante solo dos meses, pues fue depuesto por el ejército macedonio, que le juzgó inepto para gobernar por el peligro en que había puesto al país durante la invasión de los celtas.